# Casaforte di Povil
Das Casaforte di Povil, auch Tour Povil oder Castello la Tour Povil ist ein mittelalterlicher, befestigter Komplex auf einem Hügel im Ortsteil Povil der Gemeinde Quart im Aostatal.

## Lage
Weniger bekannt als die dramatische Burg Quart in der gleichnamigen Gemeinde liegt das Casaforte di Povil auf etwa 693 Meter ü.N.N. an der Straße von Villair zum Ortsteil Cleyves. Nach einer suggestiven Theorie lag das feste Haus eine römische Meile vom vermuteten Meilenstein von Saint-Eusèbe des Ortsteils Villair an der alten Via delle Gallie (dt.: Straße nach Gallien) und fünf Meilen von Augusta Praetoria entfernt: Der Aufstieg der alten Straße gegenüber dem Ortsteil Villefranche (Hauptort von Quart) erklärt sich aus der Vermeidung der Überschwemmungsgebiete der Dora Baltea an der Engstelle des Haupttales.

## Beschreibung

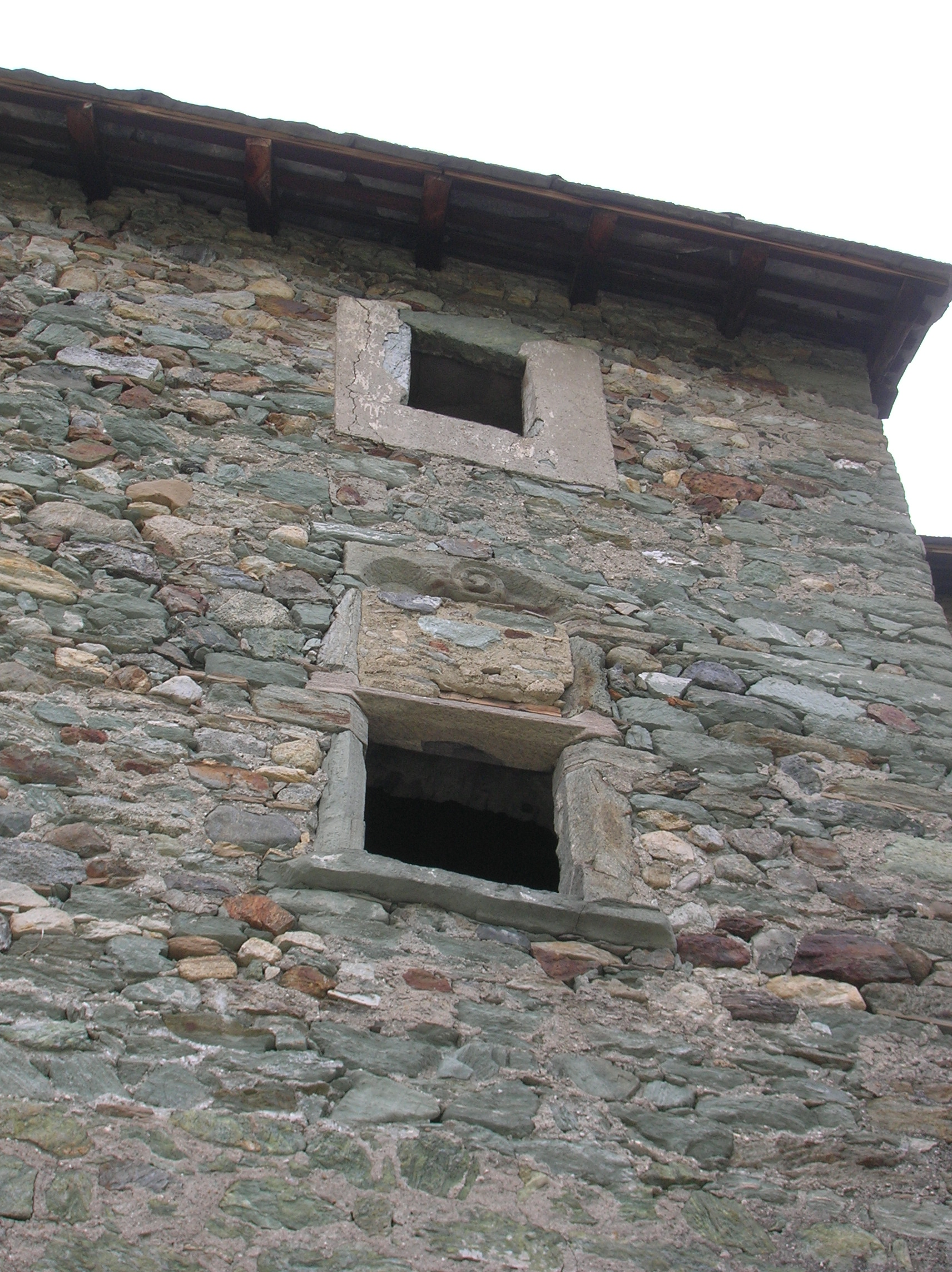
Detail der Fenster aus bearbeitetem Stein an der Ostseite des Turms

Das Casaforte Povil, heute in privater Hand und nicht öffentlich zugänglich, ähnelt heute eher einem Bauernhof, aber bei genauerer Betrachtung zeigt sich die ursprüngliche, befestigte Struktur. Es besteht aus einem Ensemble mittelalterlicher Häuser, in das man durch ein Spitzbogenportal auf der Ostseite gelangt, an dessen Ecke der Turm aufragt. Ein erstes Zeugnis darüber findet man in einem Dokument aus dem 14. Jahrhundert. Auf der Ostfassade findet sich außen ein Fresko aus dem 15. Jahrhundert, das Mariä Verkündigung darstellt, aber schlecht erhalten ist.
Der Turm an der Ostseite des Komplexes hat drei oberirdische Stockwerke, ein bemerkenswertes Bogentor und einige Fenster aus Werkstein.
Das Hauptwohngebäude zeigt zum Innenhof hin mit zwei Fenstern aus Tuffstein in gotischem Stil und zeigt über dem Eingang das Wappen der Piquart de la Tour, datiert auf 1627.
Laut Bruno Orlandoni war der Architekturtypus des Hauses mit Innenhof und Turm, wie ihn das Casaforte di Povil darstellt, der die Funktion der Verteidigung mit denen des Wohnens und des Handels verbindet, im 15. Jahrhundert weit verbreitet, wenn er auch vermutlich früheren Ursprungs ist; er findet sich sowohl beim Casa Lostan in Aosta als auch bei festen Häusern in kleineren Zentren: Beispiele dafür sind das Casaforte e Torre di Ville in Arnad, das Casaforte Marseiller in Verrayes und das Casaforte di Néran in Châtillon.

## Geschichte
Der ursprüngliche Kern des festen Hauses war ein Turm der Herren von Quart, die in der zweiten Hälfte des 14. Jahrhunderts ausstarben. Das Anwesen wurde in der Folge verkauft und vom Haus Savoyen Jean-Michel Piquart verlehnt, der damals Kastellan von Quart und Mitglied der Familie La Tour aus Courmayeur war. Wie Bruno Orlandoni im Gegensatz zur Genealogie von Jean-Baptiste de Tillier rekonstruierte, ließen die verschiedenen Änderungen der Piquarts an dem Gebäude, die zur Bildung des Komplexes, den wir als „Casaforte di Povil“ definieren, führte, in aufeinander folgenden Phasen Pantaléon, der Sohn dieses Alexandre, der Enkel Pierre und schließlich der Urenkel Antoine durchführen.
Die Familie Piquart de la Tour starb in der zweiten Hälfte des 17. Jahrhunderts aus. Ihre Güter, darunter auch das Casaforte di Povil, fielen 1680 an den Baron von Quart, Carlo Filippo Perrone.